# Gara Ernő
Gara Ernő (1894 – ?) erdélyi magyar újságíró, szerkesztő.

## Életútja
1912-től a Nagyvárad, 1921-től a Keleti Újság belső munkatársa s egy ideig bukaresti tudósítója. Színes riportjait több erdélyi napilap közölte. Szatmáron Friss Újság címen független politikai hetilapot alapított, majd Kolozsvárt adta ki Riport c. folyóiratát.
Összegyűjtötte és kiadta Kortársak lexikona címen ezer romániai magyar szellemi és közéleti személyiség adatait (Kolozsvár, 1939) és a II. világháború küszöbén Fegyverek közt – múzsák c. alatt ötven erdélyi író és újságíró eredeti nyilatkozatainak, jegyzeteinek, vallomásainak antológiáját, széles humanista arcvonalon a háborús veszedelem ellen (Nagyvárad, 1940). Vihar c. színműve (társszerző Turnowsky Sándor, Nagyvárad, 1940) a fasiszta terrorra figyelmeztet.

## Kötetei
- Kortársak lexikona. A romániai magyar nyelvterület szellemi és közéleti személyiségei. Szerkesztőbizottsággal összeáll.: Gara Ernő. Cluj [Kolozsvár], 1939. Fraternitas S. A. 113  p. 24 (Egybekötve: Ki kicsoda? Kortársak lexikona. Budapest, é. n. Béta irodalmi részvénytársaság. Viktória ny. 937 p.)
- 50 erdélyi író és Újságíró. Fegyverek közt -- múzsák. Almanach 1940. Szerk.: Gara Ernő. 1. év. Oradea, [1940.] Grafica. 317 p.
- Vihar. Színmű három felvonásban, öt képben. (Turnowsky Sándor társszerzői közreműködésével.) Oradea-Nagyvárad, 1940. /Grafica./ 103 p.